# Pohár UEFA 1980/1981
Sezóna 1980/81 Poháru UEFA byla 23. ročníkem tohoto poháru. Vítězem se stal tým Ipswich Town FC.

## První kolo
| Domácí v 1. zápase     | Celkem | Hosté v 1. zápase          | 1. zápas | 2. zápas    |
| ---------------------- | ------ | -------------------------- | -------- | ----------- |
| FC Zbrojovka Brno      | 5–1    | SK VOEST Linz              | 3–1      | 2–0         |
| 1. FC Kaiserslautern   | (v)3–3 | RSC Anderlecht             | 1–0      | 2–3         |
| Magdeburg              | 5–3    | Moss FK                    | 2–1      | 3–2         |
| AZ Alkmaar             | 10–0   | FA Red Boys Differdange    | 6–0      | 4–0         |
| Ballymena United FC    | 2–4    | FC Vorwärts Frankfurt      | 2–1      | 0–3         |
| Dynamo Drážďany        | 2–0    | Napredak Kruševac          | 1–0      | 1–0         |
| FC Argeș Pitești       | 0–2    | FC Utrecht                 | 0–0      | 0–2         |
| FC Bohemians Praha     | 4–3    | Sporting de Gijon          | 3–1      | 1–2         |
| FK Dynamo Kyjev        | 1–1(v) | PFK Levski Sofia           | 1–1      | 0–0         |
| FK Šachtar Doněck      | 1–3    | Eintracht Frankfurt        | 1–0      | 0–3         |
| FC Sochaux-Montbeliard | 3–2    | Servette FC                | 2–0      | 1–2         |
| FC Twente              | 5–3    | IFK Goteborg               | 5–1      | 0–2         |
| Fenerbahce SK          | 1–3    | Stara Zagora               | 0–1      | 1–2         |
| FC Porto               | 1–0    | Dundalk FC                 | 1–0      | 0–0         |
| Grasshoppers           | 8–3    | Kjobenhavns Boldklub       | 3–1      | 5–2         |
| Hamburger SV           | 7–5    | FK Sarajevo                | 4–2      | 3–3         |
| IF Elfsborg            | 1–2    | St. Mirren FC              | 1–2      | 0–0         |
| Ipswich Town FC        | 6–4    | Aris Soluň                 | 5–1      | 1–3         |
| IA                     | 0–10   | 1. FC Koln                 | 0–4      | 0–6         |
| Juventus FC            | 6–4    | Panathinaikos FC           | 4–0      | 2–4         |
| KSC Lokeren            | 2–1    | FK Dynamo Moskva           | 1–1      | 1–0         |
| KuPS                   | 0–14   | AS Saint-Etienne           | 0–7      | 0–7         |
| LASK Linz              | 2–6    | Radnički Niš               | 1–2      | 1–4         |
| Manchester United FC   | 1–1(v) | Widzew Łódź                | 1–1      | 0–0         |
| PSV Eindhoven          | 3–2    | Wolverhampton Wanderers FC | 3–1      | 0–1         |
| RWD Molenbeek          | 3–4    | Turín FC                   | 1–2      | 2–2(prodl.) |
| Śląsk Wrocław          | 2–7    | Dundee United FC           | 0–0      | 2–7         |
| Sliema Wanderers       | 0–3    | FC Barcelona               | 0–2      | 0–1         |
| Standard Liege         | 3–2    | FC Steaua București        | 1–1      | 2–1         |
| Ujpest FC              | 1–2    | Real Sociedad              | 1–1      | 0–1         |
| Vasas SC               | 1–2    | Boavista FC                | 0–2      | 1–0         |
| VfB Stuttgart          | 10–1   | Pezoporikos Larnaka        | 6–0      | 4–1         |

## Druhé kolo
| Domácí v 1. zápase     | Celkem    | Hosté v 1. zápase     | 1. zápas | 2. zápas    |
| ---------------------- | --------- | --------------------- | -------- | ----------- |
| FC Zbrojovka Brno      | 2–3       | Real Sociedad         | 1–1      | 1–2         |
| 1. FC Kaiserslautern   | 2–4       | Standard Liege        | 1–2      | 1–2         |
| 1. FC Köln             | 4–1       | FC Barcelona          | 0–1      | 4–0         |
| Dundee United FC       | 1–1(v)    | KSC Lokeren           | 1–1      | 0–0         |
| FC Utrecht             | 3–4       | Eintracht Frankfurt   | 2–1      | 1–3         |
| FC Sochaux-Montbeliard | 3–2       | Boavista FC           | 2–2      | 1–0         |
| FC Twente              | 1–1(v)    | Dynamo Drážďany       | 1–1      | 0–0         |
| FC Porto               | 2–3       | Grasshoppers          | 2–0      | 0–3(prodl.) |
| Ipswich Town FC        | 3–2       | FC Bohemians Praha    | 3–0      | 0–2         |
| Stara Zagora           | 1–3       | Radnički Niš          | 0–1      | 1–2         |
| PFK Levski Sofia       | 1–6       | AZ Alkmaar            | 1–1      | 0–5         |
| PSV Eindhoven          | 2–3       | Hamburger SV          | 1–1      | 1–2         |
| St. Mirren FC          | 0–2       | AS Saint-Etienne      | 0–0      | 0–2         |
| Turín FC               | 3–2       | Magdeburg             | 3–1      | 0–1         |
| VfB Stuttgart          | 7–2       | FC Vorwärts Frankfurt | 5–1      | 2–1         |
| Widzew Łódź            | (pen.)4–4 | Juventus FC           | 3–1      | 1–3         |

## Třetí kolo
| Domácí v 1. zápase  | Celkem    | Hosté v 1. zápase      | 1. zápas | 2. zápas    |
| ------------------- | --------- | ---------------------- | -------- | ----------- |
| Eintracht Frankfurt | 4–4(v)    | FC Sochaux-Montbeliard | 4–2      | 0–2         |
| Grasshoppers        | (pen.)3–3 | Turín FC               | 2–1      | 1–2         |
| Hamburger SV        | 0–6       | AS Saint-Etienne       | 0–5      | 0–1         |
| Ipswich Town FC     | 5–1       | Widzew Łódź            | 5–0      | 0–1         |
| KSC Lokeren         | 3–2       | Real Sociedad          | 1–0      | 2–2         |
| Radnički Niš        | 2–7       | AZ Alkmaar             | 2–2      | 0–5         |
| Standard Liege      | 5–2       | Dynamo Drážďany        | 1–1      | 4–1         |
| VfB Stuttgart       | 4–5       | 1. FC Köln             | 3–1      | 1–4(prodl.) |

## Čtvrtfinále
| Domácí v 1. zápase | Celkem | Hosté v 1. zápase      | 1. zápas | 2. zápas |
| ------------------ | ------ | ---------------------- | -------- | -------- |
| AS Saint-Etienne   | 2–7    | Ipswich Town FC        | 1–4      | 1–3      |
| AZ Alkmaar         | 2–1    | KSC Lokeren            | 2–0      | 0–1      |
| Grasshoppers       | 1–2    | FC Sochaux-Montbeliard | 0–0      | 1–2      |
| Standard Liege     | 2–3    | 1. FC Koln             | 0–0      | 2–3      |

## Semifinále
| Domácí v 1. zápase     | Celkem | Hosté v 1. zápase | 1. zápas | 2. zápas |
| ---------------------- | ------ | ----------------- | -------- | -------- |
| FC Sochaux-Montbeliard | 3–4    | AZ Alkmaar        | 1–1      | 2–3      |
| Ipswich Town FC        | 2–0    | 1. FC Koln        | 1–0      | 1–0      |

## Finále
| Domácí v 1. zápase | Celkem | Hosté v 1. zápase | 1. zápas | 2. zápas |
| ------------------ | ------ | ----------------- | -------- | -------- |
| Ipswich Town FC    | 5–4    | AZ Alkmaar        | 3–0      | 2–4      |

## Vítěz
| Pohár UEFA 1980/81 Ipswich Town FC Paul Cooper, Steve McCall, Mick Mills , Frans Thijssen, Russell Osman, Terry Butcher, John Wark, Arnold Mühren, Paul Mariner, Alan Brazil, Eric Gates Trenér: Bobby Robson |